# Arena Puebla
Arena Puebla är en fribrottningsarena (lucha libre) i Puebla, Mexiko. Arenan är byggd på en före detta skrotgård av Consejo Mundial de Lucha Libre:s grundare Salvador Lutteroth och invigdes den 18 juli 1953. Arenan ägs fortfarande av Consejo Mundial de Lucha Libre som arrangerar fribrottningsshower i arenan varje måndag. Den tionde december 2019 rånades och vandaliserades arenan vilket orsakade en förlust och skador på 230 000 pesos.

## Bildgalleri

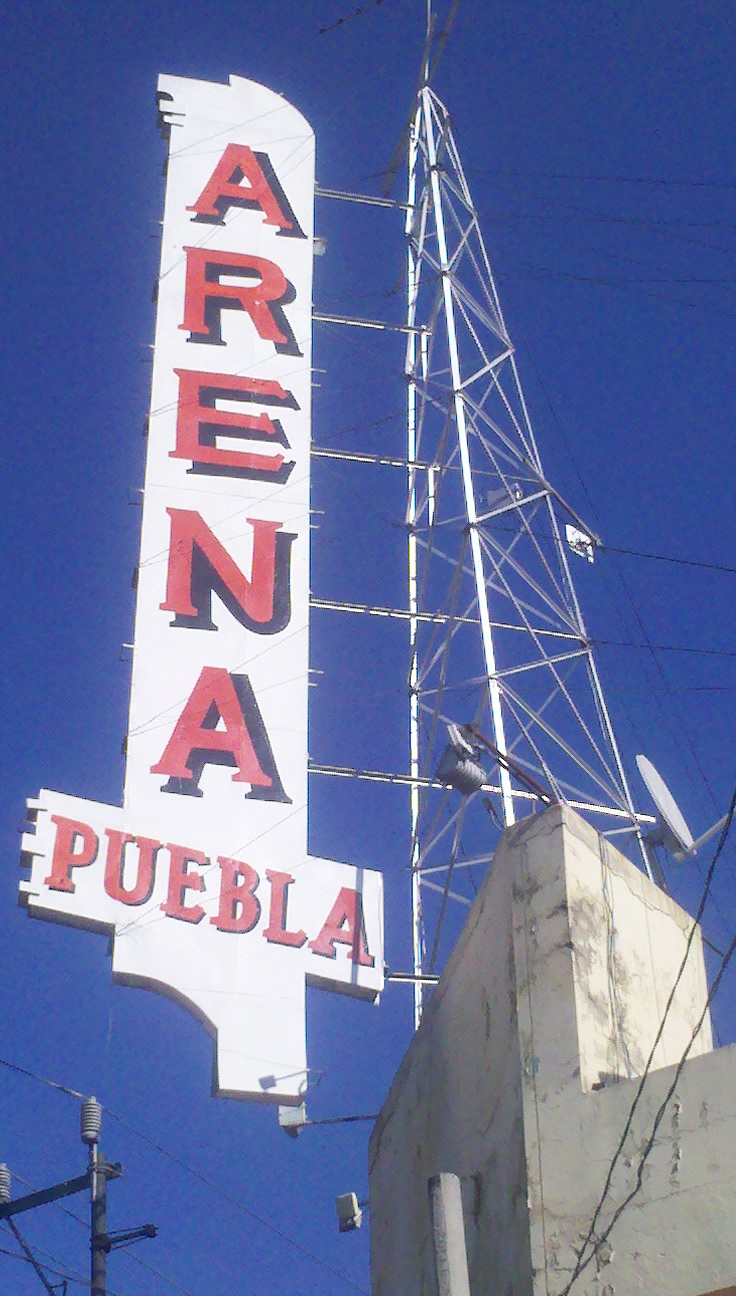
Fasad
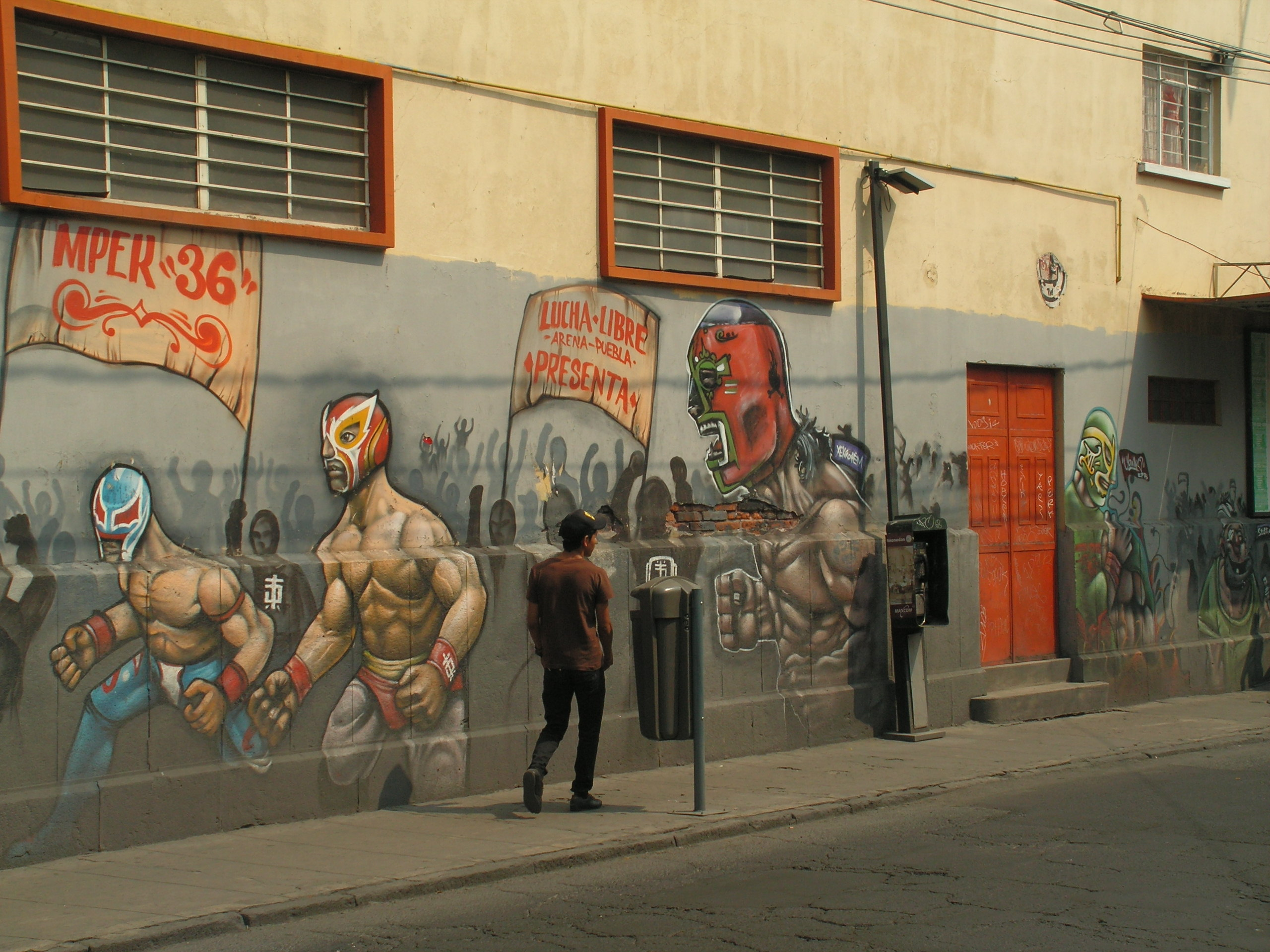
Graffiti utanför arenan
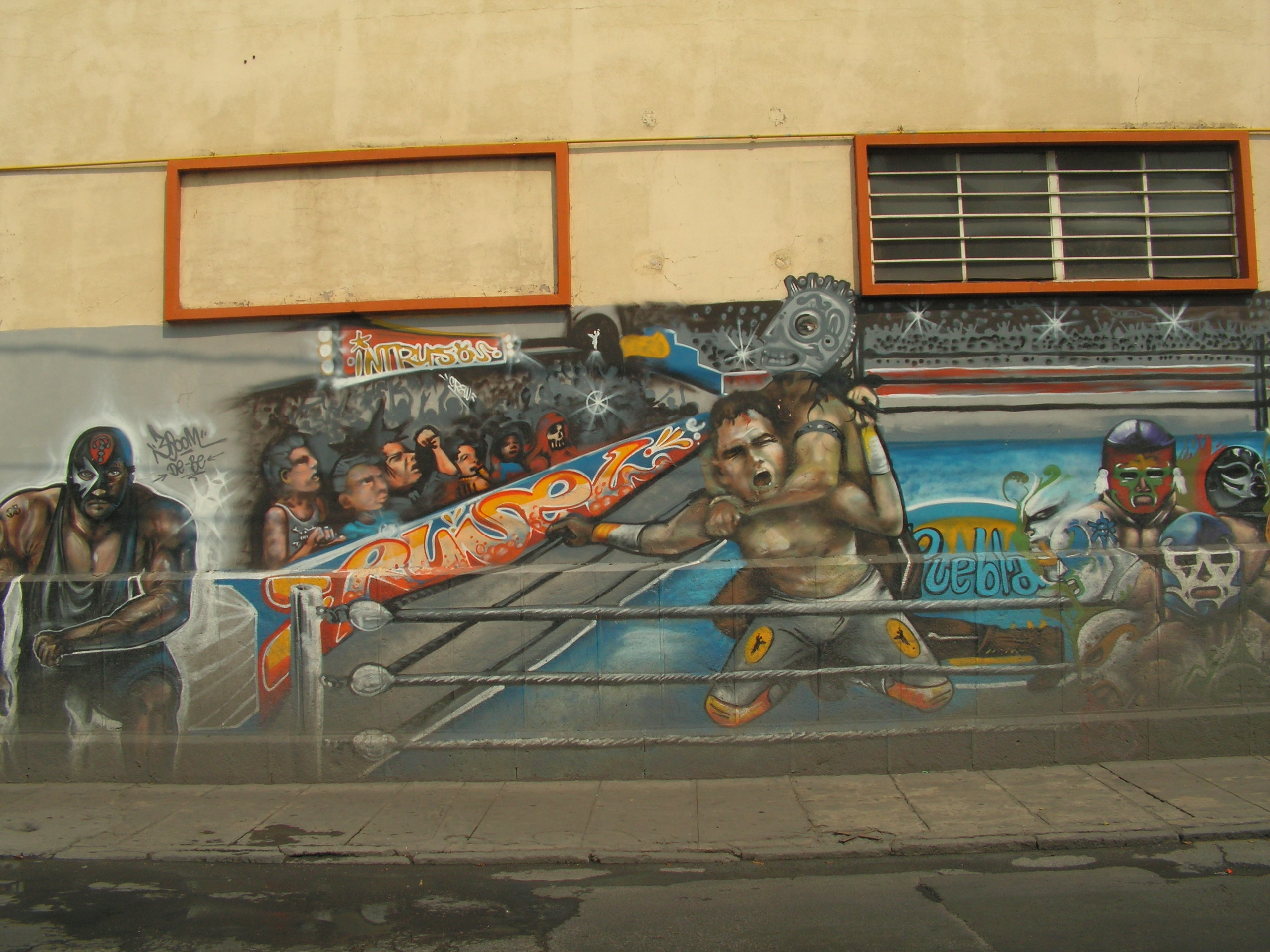
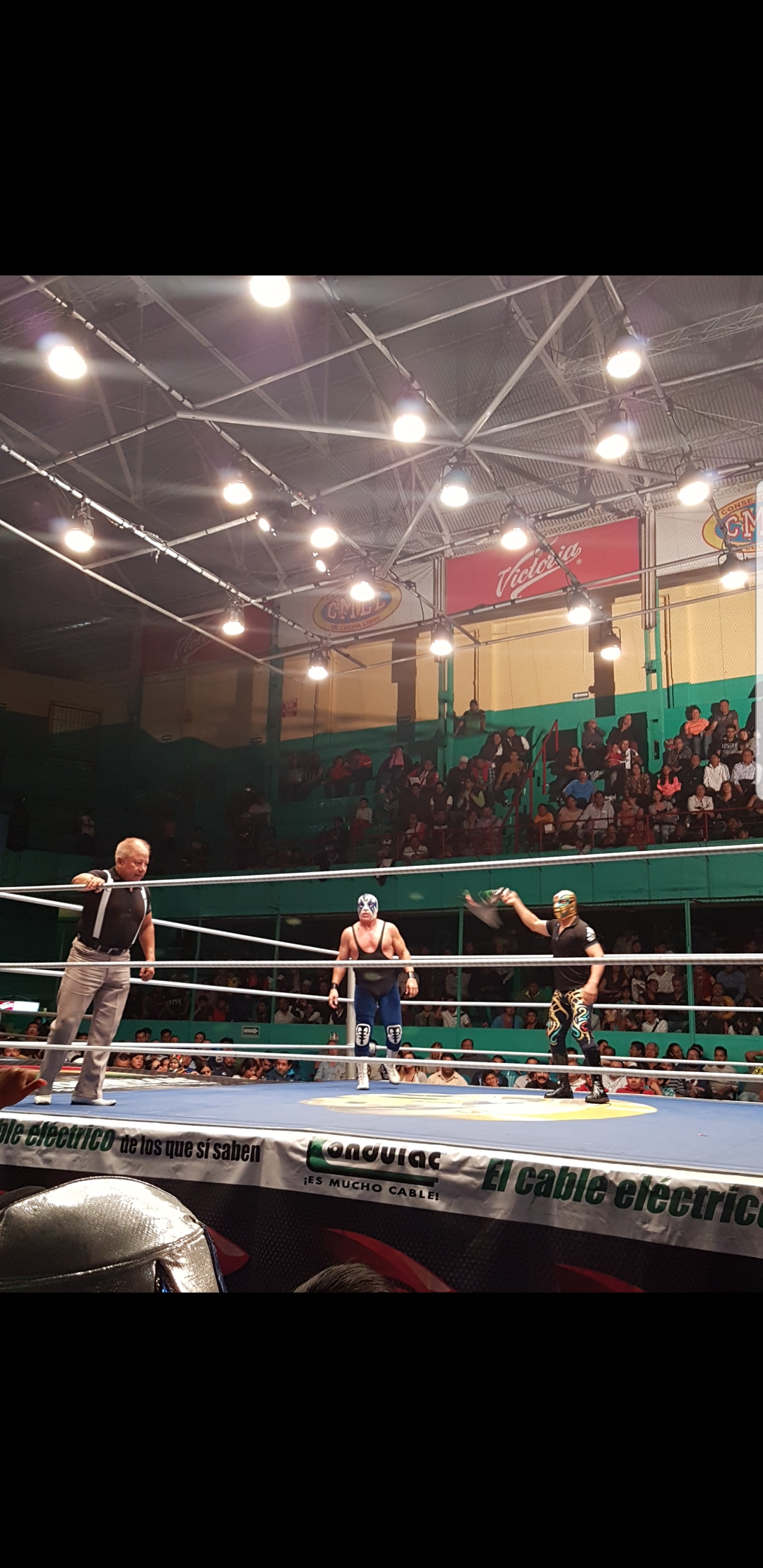
Ett lucha libre evenemang i Arena Puebla.